# تروریسم در اکوادور
تروریسم در اکوادور (انگلیسی: Terrorism in Ecuador) شامل حملاتی است که توسط سازمان‌های داخلی و همچنین گروه‌های خارجی کلمبیایی که در مرزهای اکوادور عمل می‌کنند انجام می‌گیرد. تعدادی از سازمان‌های تروریستی در چند سال اخیر غیرفعال شده‌اند.

## گروه‌های تروریستی

### گروه‌های تروریستی محلی
گروه‌های تروریستی محلی در داخل اکوادور حضور دارند، ولی تعدادی از آن‌ها در چند سال اخیر غیرفعال شده‌اند، شامل:
- گروه رزمندگان مشهور (PCG)
- میلیشیای انقلابی مردمی
- حزب مارکسیست- لنینیست اکوادور
- ارتش آزادیبخش آلفاریستا

### گروه‌های خارجی
گروه‌های خارجی شامل:
- گروه‌های کلمبیایی
- نیروهای ارتش انقلابی کلمبیا (FARC)
- ارتش آزادیبخش ملی (ELN)

## حملات تروریستی

### ۲۰۰۹
بمبگذاری ایستگاه تلویزیون توسط شبه نظامیان ارتش مردمی N-15

### ۲۰۱۰
۲۲ نوامبر ۲۰۱۰ یک بمب در دفتر رئیس دانشگاه گوایوگویل کشف شد. گروه رزمندگان مشهور (PCG) که برای سالیان ساکت بودند مسؤلیت این بمبگذاری را به عهده گرفتند.

### ۲۰۱۱
۱۷ نوامبر ۲۰۱۱- یک بسته انفجاری کنارجاده‌ای (IED) در ساختمان وزارت کار در کیوتو منفجر شد.
۲۲ نوامبر ۲۰۱۱- سه بمب در زیر کتاب‌های آموزشی و جزوات کار گذاشته شده بود که به صورت فیزیکی برای نقاط مختلف ارسال می‌شد که این بمب‌ها در دانشگاه گوایوگویل منفجر شد. شبه نظامیان ارتش مردمی N-15 و نیروهای ارتش شورشی انقلابی اکوادور مسؤلیت دو بمب آن را بعهده گرفتند و هیچ گروه دیگری مسؤلیت بمب سوم را نپذیرفت.
۱۹ دسامبر ۲۰۱۱- سه بمب جداگانه در دانشگاه گوایوگویل در کویوتو و کیونسا منفجر شد، گروهی مسؤلیت آن را نپذیرفت.